# Dobrołęka
Dobrołęka – wieś sołecka w Polsce położona w województwie mazowieckim, w powiecie ostrołęckim, w gminie Olszewo-Borki.
Dawniej Dobrołęka Stara.

## Historia
W latach 1921–1939 wieś leśna leżała w województwie białostockim, w powiecie ostrołęckim, w gminie Nakły (od 1936 w gminie Rzekuń).
Według Powszechnego Spisu Ludności z 1921 roku wieś zamieszkiwały 63 osoby w 11 budynkach mieszkalnych. Miejscowość należała do parafii rzymskokatolickiej w  Ostrołęce. Podlegała pod Sąd Grodzki w Ostrołęce i Okręgowy w Łomży; właściwy urząd pocztowy mieścił się w Ostrołęce.
W wyniku agresji niemieckiej we wrześniu 1939 wieś znalazła się pod okupacją niemiecką. Od 1939 do wyzwolenia w 1945 włączona w skład Landkreis Scharfenwiese, rejencji ciechanowskiej Prus Wschodnich III Rzeszy.
W latach 1975–1998 miejscowość administracyjnie należała do województwa ostrołęckiego.

## Współcześnie
W Dobrołęce istnieje ochotnicza straż pożarna, która jest wpisana do Krajowego Rejestru Ratownictwa i Gaśnictwa. Od wielu zapewnia bezpieczeństwo mieszkańcom wsi i gminie Olszewo-Borki.
Od 2011 roku funkcję sołtysa pełni Sławomir Milewski. Jego poprzednik i ojciec Antoni Milewski funkcję sołtysa pełnił blisko 30 lat.
Wierni Kościoła rzymskokatolickiego należą do parafii św. Stanisława Kostki w Żebrach-Perosach lub  NMP Królowej Polski w Olszewie-Borkach.